# 人 (渋谷すばるの曲)
『人』（ひと）は、渋谷すばるの楽曲。2020年7月3日にWorld artから1作目の配信限定シングルとして配信リリースされた。

## 概要
- 自身初の配信限定シングル[注 1]。
- 本曲は、「今世界中で色々な人が色々な大変な思いをしている中、当たり前の日常に感謝しよう」という気持ちが込められた楽曲である[4]。
  - 自身初の全国ツアー『渋谷すばる LIVE TOUR 2020「二歳」』の内、自身初の海外公演であった上海・台湾・香港公演、更に、自身初のソロ野外公演であった『渋谷すばる LIVE 2020「二歳と364日」』が、新型コロナウイルス「COVID-19」の感染拡大の影響により中止となって以降に制作された楽曲[3]。
  - 自身のYouTube企画「あなぐらTV」を進める中で作られた楽曲である[5]。
- 当初はリリースの予定は無かったが、「今たくさんの人に届けたい」という思いから、自身で演奏やボーカル録音、ミックスを全て行い、急遽配信が決定した[4]。。
- 本曲のリリースに先駆け、2020年7月2日に放送されたFM802『ROCK KIDS 802 -OCHIKEN Goes ON!!-』内で初オンエアされた[3]。

## チャート成績
- オリコンチャート
  - 2020年7月13日付の「オリコン週間 デジタルシングル（単曲）ランキング」で週間43位を獲得した[1]。
- Billboard JAPAN
  - 2020年7月15日公開の「Billboard Japan Download Songs」で週間21位を獲得した[2]。

## 収録曲
1. 人 - [4:20]
作詞・作曲・編曲：渋谷すばる

## 収録作品

### アルバム
- 2ndアルバム『NEED』

### 映像作品

#### ライブ映像
- 3rdアルバム『2021』(初回限定盤 特典DVD)